# Les Robinsons du rail
Pour les articles homonymes, voir Robinson.
Les Robinsons du rail est la soixantième histoire de la série Spirou et Fantasio d'André Franquin, Jidéhem et Yvan Delporte. Elle est publiée pour la première fois dans Spirou du no 1354 au no 1363. Ce n'est pas une bande dessinée mais un texte accompagné d'illustrations. Il s'agissait à l'origine d'un feuilleton radiophonique publié par la RTB à partir du 16 octobre 1963.

## Univers

### Synopsis

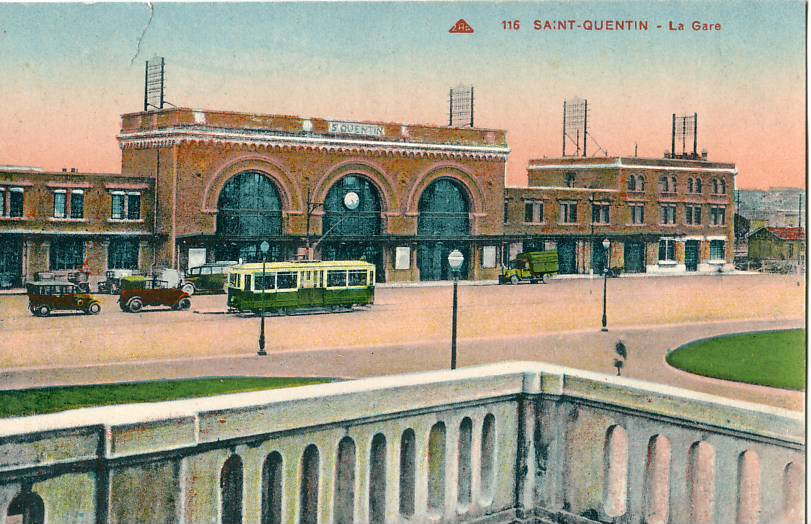
Gare de Saint-Quentin d'où partent Gaston et Fantasio.

Fantasio part couvrir le voyage inaugural du nouvel autorail à propulsion nucléaire de la SNCF. Le seul assistant disponible est Gaston. Alors que la réception bat son plein dans le train, la locomotive s'emballe à cause de Gaston. Fantasio, Gaston et les autres passagers sont alors pris au piège dans un train fonçant à toute vitesse à travers l'Europe. L'ingénieur Mollette et Spirou vont alors tenter par tous les moyens d’arrêter le train fou avant qu’il ne soit trop tard.

### Personnages
- Gaston Lagaffe
- Fantasio
- Spirou
- Henri Molette, ingénieur et créateur de l'autorail Pluton X-6226A
- M. Guillaume Laubépine, Ministre des Chemins de Fer
- le chef de gare principal de la gare de Saint-Quentin
- le garçon de restaurant

### Véhicules

#### Véhicules ferroviaires
- Autorail atomique Pluton X-6226A
- Locomotive à vapeur 425

#### Automobiles
- Citroën ID 19
- Peugeot 403 de la Police nationale
- Citroën DS ministérielle
- Citroën 2 CV

#### Motos
- Police nationale
- Garde républicaine

#### Avions
- Piper Cub PA-18

## Publication

### Revues
La prépublication se fit à partir du Spirou n° 1354, en 1964.

### Album
L'histoire fut publiée pour la première fois en album en 1981 aux éditions de l'Atelier, puis rééditée en 1993 aux éditions La Sirène. Elle est aussi présente dans le huitième volume, paru en 2010, de l'intégrale Spirou et Fantasio publiée par Dupuis. Dupuis l'a ensuite publiée en album autonome pour la première fois en 2013,.